# Landgericht Gastein

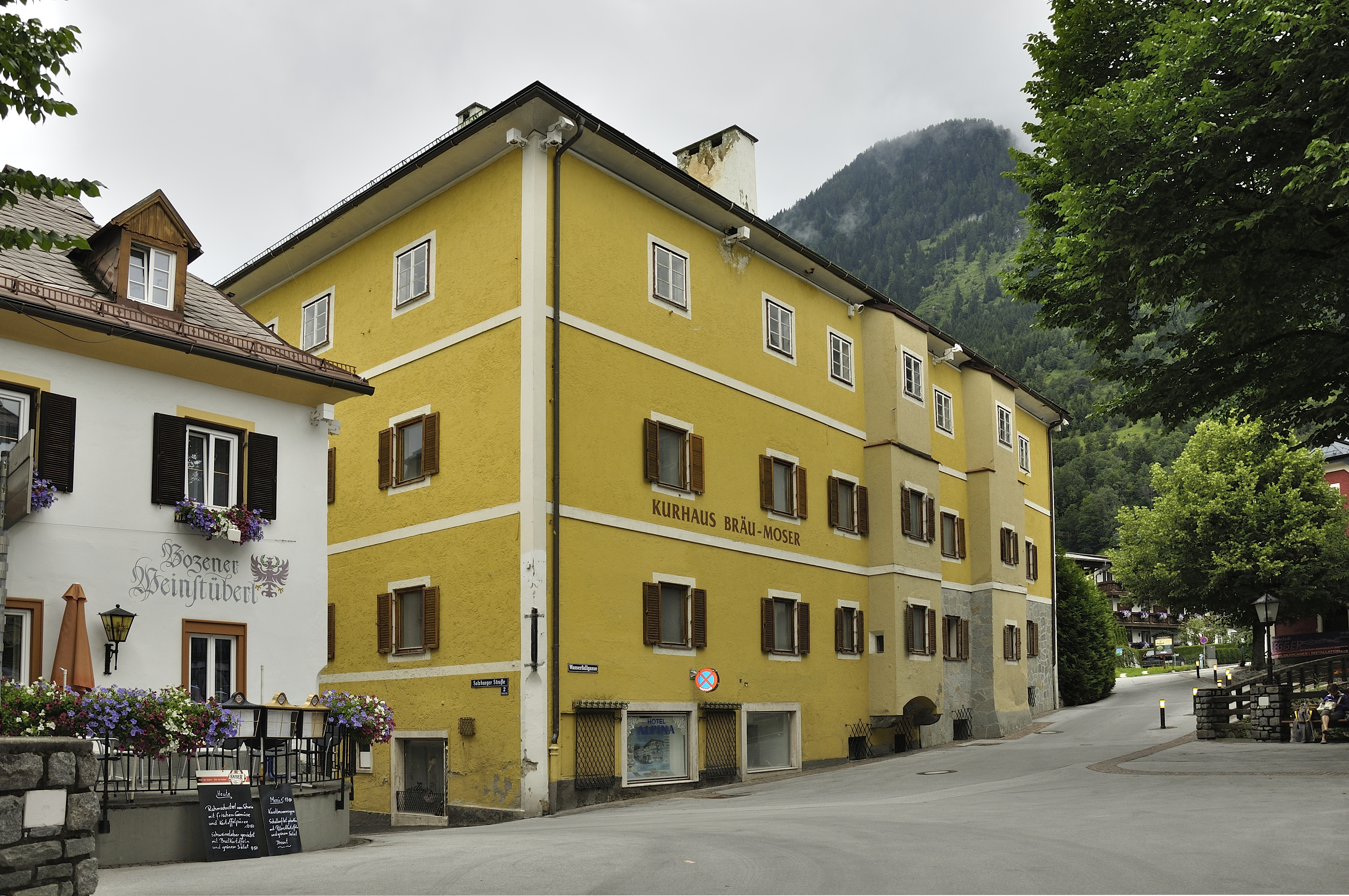
Bad Hofgastein: Bräumoser, ehm. Gerichtssitz

Das Landgericht Gastein war ein von 1327 bis 1850 existierender salzburgischer Gerichtssitz in Bad Hofgastein.

## Geschichte
Im Gasteinertal befand sich schon seit langer Zeit ein Gerichtssitz. Im 12. Jahrhundert übten die Peilsteiner im Raum des Gasteinertals die vollen Grafschaftsrechte aus. Ihnen folgten die Goldegger, die das Pfleggericht über Gastein und Klammstein von den bayerischen Herzögen erwarben, nachdem sie die Pflegen Taxenbach, Rauris, Werfen und Radstadt schon früher von den Salzburger Erzbischöfen erhalten hatten. Die Bischöfe waren aber bestrebt, die Rechte der Adelsfamilien zurückzudrängen. Nach dem Erzbischof Konrad IV. von Fohnsdorf am 10. März 1297 das Gericht Gastein für das Bistum Salzburg erworben hatte, blieben den Goldeggern aber immer noch alte Rechte in gewissem Ausmaß erhalten.
Erst am 1. Juni 1327 verzichteten die Goldegger auf die Grafschaft und das Gericht in der Gastein zugunsten der Salzburger Erzbischöfe. In der Folge richtete der Erzbischof die Ämter eines Landrichters, eines Bergrichters und eines Wechslers ein. Ab 25. August 1573 wurde das Pfleggericht in Gastein auf ein Landgericht reduziert und bestand auch nach der Säkularisation des Erzstifts 1803 und dem Übergang an das Königreich Bayern 1810 und 1816 das Kaisertum Österreich weiter. Der Gerichtsbezirk Gastein wurde gemeinsam mit 22 anderen Gerichtsbezirken in Salzburg durch einen Erlass des k.k. Oberlandesgerichtes Linz am 4. Juli 1850 geschaffen. Mit 31. Dezember 2002 wurde das Bezirksgericht Gastein aufgelöst.

## Gerichtsgebäude
Der ehemalige Gerichtssitz in Bad Hofgastein ist das heute unter Denkmalschutz stehende Alte Verweshaus (Bräumoser-Gebäude).